# 丹尼·托马斯
丹尼·托马斯（英語：Danny Thomas， 1912年1月6日—1991年2月6日）是一名美国歌手、演员，1960年在好萊塢星光大道留下一星。此外，他在慈善界也很有建树，建立了圣犹达儿童研究医院。
他在1947年踏足电影界，参演《舞宫莺燕》和《锦城飞燕》，1953年至1964年间主演长寿情景喜剧丹尼·托马斯秀。他的后代托尼和马洛·托马斯也成为了电影界名人。